# 蒙光路
蒙光路，元朝的行政区划——路。在云南少数民族地区设置的军事行政区（土司）。属乌撒乌蒙宣慰司，隶云南行省。
元朝设置蒙光路军民总管府，属云南行省。治所在今缅甸北部孟拱。辖境约当今缅甸的孟拱以北地区，地近西天和西番。《招捕总录》云南条中记有元贞二年（1296年）九月征乞蓝事，“蒙光路军民总管……两寨，自来不曾投降，云南省差道奴攻破之”，并有“蒙光路军民总管府答面”之名，同书西番条中记载云南蒙光路土官䚟罕所言情况，其地与云远路相邻，当即明代孟拱土司地。为傣族、掸族居地。《元史·卷六一》、《广舆图·卷二》有记载。明太祖洪武十五年（1382年）改为蒙光府。后废入孟养。